# マニトバ州の地方行政区
マニトバ州の地方行政区の一覧。
カナダのマニトバ州には、さまざまな地方自治体が存在する。自治体の種類のついては州法である自治体法（The Municipal Act）に定められている。

## 自治体の種類

### 都市型自治体
マニトバには79の都市型自治体（urban municipality）があり、市、町、村などが含まれる。マニトバ州では1,000人以上の人口があり、人口密度が400人/km2を超えると都市型自治体となるが、そのうち人口7,500人以上あれば「市（city）」となることができ 、 7,500人以下であれば「町（town）」もしくは「村（village）」、または単純に「都市型自治体（urban municipality）」と称することができる。

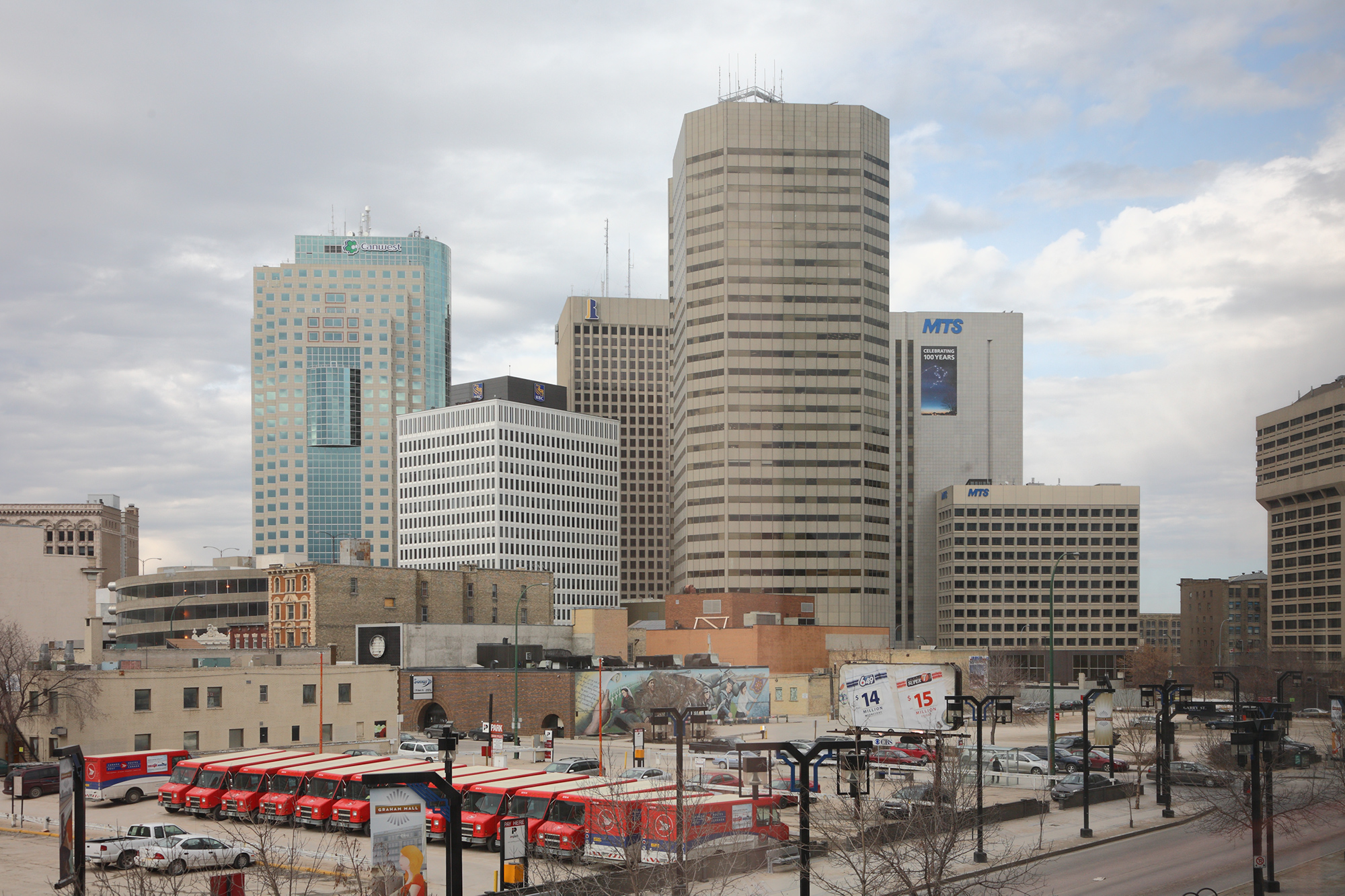
ウィニペグはマニトバ州最大の市で、州都である

#### 市（city）
マニトバ州では現在、フリンフロン（隣のサスカチュワン州に市の一部が所属する特殊例）を含む10の市がある。州最大の市はウィニペグ（人口749,607人）で、最小の市はフリンフロンのマニトバ州部分（人口4,940人）である。フリンフロンのマニトバ州部分は1981年に人口7,894人となり、7,500人を超えていた。最も新しい市はモーデンで、2012年に市制施行した。
| 市名                         | 英文市名           | 人口 (2021年) | 人口 (2016年) | 増減 (%) | 面積 (km², 2021年) | 人口 密度(2021年) |
| ---------------------------- | ------------------ | ------------- | ------------- | -------- | ------------------ | ----------------- |
| ブランドン                   | Brandon            | 51,313        | 48,883        | 5.0      | 79.04              | 649.2             |
| ドーフィン                   | Dauphin            | 8,368         | 8,369         | 0.0      | 12.67              | 660.5             |
| フリンフロン（一部）         | Flin Flon          | 4,940         | 4,991         | −1.0     | 13.14              | 376.1             |
| モーデン                     | Morden             | 9,929         | 8,668         | 14.5     | 16.29              | 609.6             |
| ポーティッジ・ラ・プレーリー | Portage la Prairie | 13,270        | 13,304        | −0.3     | 24.72              | 536.8             |
| セルカーク                   | Selkirk            | 10,504        | 10,278        | 2.2      | 24.47              | 429.3             |
| スタインバック               | Steinbach          | 17,806        | 16,022        | 11.1     | 37.56              | 474.1             |
| トンプソン                   | Thompson           | 13,035        | 13,678        | −4.7     | 16.62              | 784.3             |
| ウィンクラー                 | Winkler            | 13,745        | 12,660        | 8.6      | 20.73              | 663.1             |
| ウィニペグ                   | Winnipeg           | 749,607       | 705,244       | 6.3      | 461.78             | 1,623.3           |
| 市域合計                     |                    | 892,517       | 842,097       | 6.0      | 707.02             | 1,262.4           |

注:
1. ↑  ドーフィンは面積最小。
2. ↑  フリンフロンはマニトバ州の人口最小の市。その市域の残りはサスカチュワン州に属する。
3. ↑  この人口はサスカチュワン州市域の人口229人を含まない。
4. ↑  この面積はサスカチュワン州市域の面積を含まない。
5. ↑  モーデンはマニトバ州で最も新しい市。
6. ↑  ウィニペグは州都で、州最大の市。

#### 町（town）
マニトバ州では現在、50の町がある。主な町は以下の通り：
- ザ・パー（The Pas）：人口最大の町。
- チャーチル： ハドソン湾に面する町で、「ホッキョクグマの首都」と呼ばれる。

#### 村（village）
マニトバ州では現在、19の村がある。主な村は以下の通り：
- サン＝ピエール＝ジョリ（St-Pierre-Jolys）：人口最大の村。

### 郡（rural municipality）
人口1,000人以上で人口密度が400人/km2を以下の広域型自治体を「郡（rural municipality、RM）」と呼ぶ。
2015年1月の郡域合併により、人口1,000人以下のコミュニティーを近隣の郡に合併した。この結果、197あった郡の数が137となった。2021年の国勢調査では、マニトバ州の郡は98となっており、郡部の人口は総計は313,064人で全人口の23.3%、州面積の18.8%を占める。現在でも8郡は人口が1,000人以下となっている。

### 自治地域
マニトバ州には2つの自治地域（Local Government）がある。
- ミステリー・レイク（Mystery Lake）：トンプソン南西部にある。
- ピナワ（Pinawa）：ウィニペグ川北岸にあり、カナダ原子力公社の原子力研究施設ホワイトシェル研究所があった。

### 非法人地域
上記の条件（市町村、郡、自治地域）及びインディアン居留地に当てはまらない地域のコミュニティーを非法人地域（Unincorporated community）、未分類地域（Unorganized area）などと呼ぶ。2015年1月の郡域合併により、ハムレット（hamlet）、北方コミュニティー（Northern community）、居住区（settlement）などと呼ばれる多くのコミュニティーが近隣の郡に合併され解消された。
現在では、マニトバ州の未分類地域のうち第23未分類地域（Unorganized Division No. 23）が半分の面積を占め、他にも第22未分類地域（Unorganized Division No. 22）も大きな面積を占めている。